# Pret A Manger

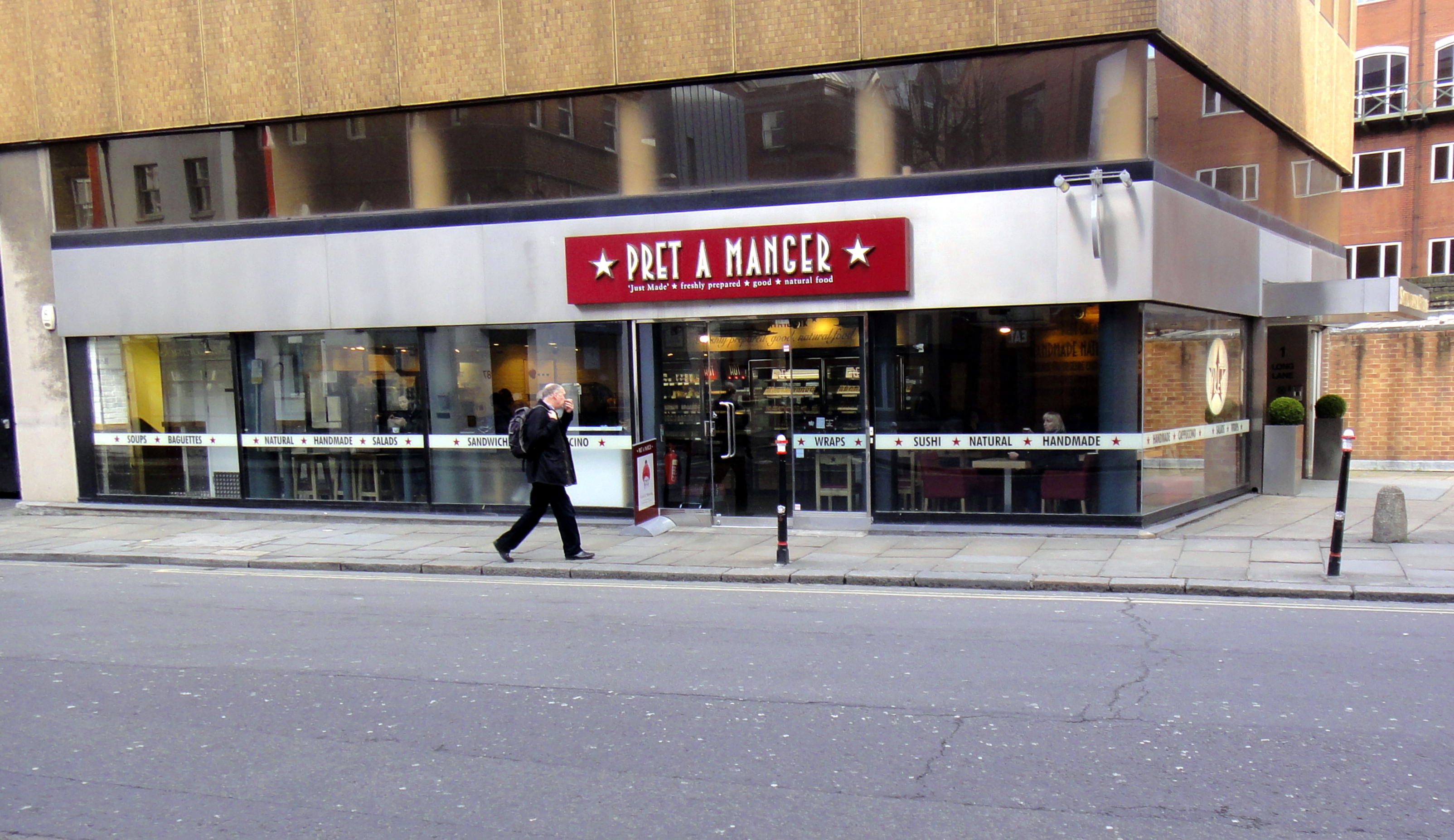
Pret A Manger w Londynie

Pret A Manger – brytyjska sieć restauracji szybkiej obsługi, specjalizująca się w naturalnej żywności (kanapki, sałatki, zupy, kawa organiczna itp.). Siedziba przedsiębiorstwa mieści się w Londynie.
Przedsiębiorstwo założone zostało w 1986 roku przez Juliana Metcalfa i Sinclaira Beechama. W 2001 roku 33% udziałów w przedsiębiorstwie nabył McDonald’s, który odsprzedał je następnie w 2008 roku grupie inwestycyjnej Bridgepoint Capital (obecnie większościowy udziałowiec w spółce).
W 2015 roku sieć Pret A Manger liczyła 374 obiekty w Wielkiej Brytanii, Stanach Zjednoczonych, Francji oraz Chinach. przychody ze sprzedaży osiągnięte przez Pret A Manger w 2015 roku wyniosły 594 mln funtów, a zysk – 76 mln funtów. 
Nazwa przedsiębiorstwa pochodzi od francuskich słów prêt-à-manger („gotowe do jedzenia”; por. prêt-à-porter).